# Иона (Черепанов)
Архиепископ Иона (в миру Максим Александрович Черепанов; 29 декабря 1971, Киев) — архиерей Украинской Православной Церкви , архиепископ Обуховский, викарий Киевской епархии, наместник Троицкого Ионинского мужского монастыря в Киеве, председатель Синодального отдела по делам молодёжи Украинской православной церкви, главный редактор журнала Отрок.ua.

## Биография
Родился 29 декабря 1971 года в Киеве в семье военнослужащего.
С 1979 по 1989 год учился в средней школе N 131 города Киева.
В 1989 году поступил в Киевский медицинский институт им. А. А. Богомольца.
С 1990 года проходил различные послушания при Киево-Печерской лавре.
В 1992 году после третьего курса мединститута он «успешно», по его собственному выражению, завалил сессию, чтобы ничто, наконец, не отвлекало от послушаний в любимой Лавре. В том же году зачислен в братию лавры.
Весной 1993 года переведён в Ионинский монастырь, бывший в то время скитом лавры.
С 1993 по 1999 год учился на заочном секторе Киевской духовной семинарии.
30 марта 1995 года в храме преподобного Феодосия на Дальних пещерах лавры архимандритом Агапитом (Бевциком) был пострижен в рясофор с именем Иона в честь преподобного Ионы (Мирошниченко), основателя Ионинского монастыря.
15 апреля 1995 года рукоположен в сан диакона митрополитом Киевским и всея Украины Владимиром (Сабоданом).
24 августа 1995 года в храме преподобного Феодосия на Дальних пещерах лавры архимандритом Агапитом (Бевцик) был пострижен в малую схиму.
27 августа 1995 года рукоположен в сан пресвитера архиепископом Винницким и Могилёв-Подольским Макарием (Свистуном).
22 января 1997 года возведён в сан игумена.
26 июля 1999 года назначен наместником Троицкого Ионинского монастыря.
4 ноября 1999 года возведён в сан архимандрита.
С 1999 по 2002 год учился на заочном секторе Киевской духовной академии.
18 апреля 2008 года назначен наместником Спасо-Преображенского мужского монастыря в селе Нещеров Обуховского района Киевской области по совместительству.
23 декабря 2010 назначен председателем Синодального отдела по делам молодёжи УПЦ.
26 августа 2011 года постановлением Священного Синода УПЦ определено быть епископом Обуховским, викарием Киевской епархии.
9 сентября 2011 года в зале заседаний Священного Синода УПЦ при резиденции Предстоятеля УПЦ в Киево-Печерской лавре состоялось наречение архимандрита Ионы во епископа Обуховского, викария Киевской епархии.
10 сентября 2011 года в Трапезном храме Киево-Печерской Лавры состоялась его хиротония во епископа Обуховского, викария Киевской епархии. Хиротонию совершили: митрополит Киевский и всея Украины Владимир (Сабодан), митрополит Черновицкий и Буковинский Онуфрий (Березовский), архиепископ Белоцерковский и Богуславский Митрофан (Юрчук), архиепископ Переяслав-Хмельницкий и Вишневский Александр (Драбинко), епископ Северодонецкий и Старобельский Агапит (Бевцик), епископ Нежинский и Прилуцкий Ириней (Семко), епископ Макаровский Иларий (Шишковский), епископ Яготинский Серафим (Демьянов), епископ Александрийский и Светловодский Антоний (Боровик), епископ Васильковский Пантелеимон (Поворознюк), епископ Дрогобычский Филарет (Кучеров).
4 января 2018 года в связи с реорганизацией викариатств Киевской епархии «с целью эффективного церковно-административного управления приходами» определён управляющим Обуховского викариатства в составе Обуховского и Украинского благочиний.

## Деятельность
Епископ Иона ведёт активную просветительско-миссионерскую деятельность среди молодёжи. По его инициативе в Ионинском монастыре проводятся регулярные встречи с молодёжью, различные мероприятия и встречи. Монастырь с 2003 года издаёт журнал «Отрок.ua», главным редактором которого является епископ Иона. Был одним из инициаторов создания фестиваля «Братья» в 2005 году и участвовал в нём на протяжении ряда лет, в том числе был организатором проведения данного фестиваля в Глебовке летом 2008 года. С 2010 года возглавляет Синодальный отдел Украинской православной церкви по делам молодёжи.
В наместничество Ионы Троицкий монастырь активно развивался. Зверинецкий скит монастыря в 2009 году выделился в самостоятельный монастырь в честь архангела Михаила.
Член комиссии Межсоборного присутствия по богослужению и церковному искусству.

## Награды
- наперсный крест (ко дню Святой Пасхи, 1996)
- наперсный крест с украшениями (ко дню Святой Пасхи, 1999)
- право служения с жезлом (22 января 2002)
- орден равноапостольного Владимира I степени ( 22 января 2022 к  50-летию и дню тезоименитства)